# Jarlata
Jarlata (aragonesisch Xarlata) ist ein spanischer Ort in den Pyrenäen in der Provinz Huesca der Autonomen Gemeinschaft Aragonien. Jarlata ist ein östlich gelegener Ortsteil der Gemeinde Jaca. Das Dorf mit sieben Einwohnern im Jahr 2015 liegt auf 872 Meter Höhe.